# 奧斯特里夫 (桑博爾區)
49°37′35″N 23°20′46″E / 49.62639°N 23.34611°E
奧斯特里夫（烏克蘭語：Острів），是烏克蘭西部的村莊，隸屬利維夫州的桑比爾區。該村始建於1445年，面積7.02平方公里，海拔高度272米，2025年人口603，人口密度每平方公里101.14人。